# Conseil national de la population
Le Conseil national de la population, plus souvent désigné par l'acronyme CONAPO, est un organisme gouvernemental mexicain dont l'objectif est la conception, le fonctionnement et l'évaluation d'initiatives publiques visant à réguler la croissance de la population, les mouvements démographiques, ainsi que la répartition des habitants du Mexique sur le territoire. L'objectif de cette mission est de favoriser les conditions d'égalité des Mexicains et la planification des dynamiques démographiques dans le pays.
Le CONAPO a été créé par la réforme de la loi générale sur la population du 27 mars 1974.
Il s'agit d'un organisme décentralisé qui relève du ministère de l'Intérieur (SEGOB), qui le préside, et bénéficie du soutien des ministères des affaires étrangères (SRE), des finances et du crédit public (SHCP), du bien-être, de l'environnement et des ressources naturelles (SEMARNAT), de l'agriculture et du développement rural (SADER), de l'économie (SE), de l'éducation publique (SEP), de la santé, du travail et de la protection sociale (STPS) et du développement agraire, territorial et urbain (SEDATU), ainsi que l'Institut mexicain de sécurité sociale (IMSS), l'Institut de sécurité et de services sociaux pour les travailleurs de l'État (ISSSTE), l'Institut national de la femme (Inmujeres), l'Institut national de statistique et de géographie (INEGI), la Commission nationale pour le développement des peuples indigènes (CDI) et le Système national pour le développement intégral de la famille (DIF), et des chercheurs de El Colegio de México, de la Société mexicaine de démographie et d'autres institutions académiques.